# Bagnone
Bagnone es una localidad italiana de la provincia de Massa-Carrara, región de Toscana, con 1.964 habitantes.

Ubicación de la ciudad de Bagnone dentro de la provincia de Massa-Carrara.

## Evolución demográfica
| Gráfica de evolución demográfica de Bagnone entre 1861 y 2001 |
|                                                               |
| Fuente ISTAT - Elaboración gráfica por parte de Wikipedia     |